# Iveco Urbanway 12M
Iveco Urbanway 12M je městský nízkopodlažní autobus vyráběný od roku 2013 společností Iveco Bus. Je nástupcem autobusu Citelis 12M.

## Konstrukce
Konstrukce autobusu Urbanway 12M je velmi podobná modelu Citelis 12M. Jde o dvounápravový nízkopodlažní autobus s polonosnou karoserií. V pravé bočnici jsou troje (případně dvoje ve verzi Line) dvoukřídlé dveře, které se otevírají směrem dovnitř. V prostoru u středních dveří se nachází výklopná plošina pro kočárky a invalidní vozíky. Nástupní výška u předních dveří je 320 mm, 330 mm u středních a 340 mm u zadních. Tuto výšku je možně snížit pomocí kneelingu.
Urbanway 12M je vyráběn v několika variantách. Liší se počtem dveří (2dveřový nebo 3dveřový), typem motoru (Iveco Cursor 9, Iveco Tector 7 a Iveco Cursor 8 CNG), na přání lze také osadit jiný typ převodovky a další detaily. 

## Výroba a provoz
Urbanway 12 M byl představen v květnu 2013 na veletrhu UITP v Ženevě společně s celou novou produktovou řadou Iveco Bus. V prodeji je od začátku roku 2014. Je vyráběn ve francouzském závodě v Annonay. V Česku je provozován například v Brně, Praze, Liberci, Ústí nad Labem, Chomutově, Opavě, Havířově, Jihlavě, Pardubicích, Karlových Varech, Ostrově, Kroměříži nebo ve Zlíně.
| Dopravce                        | Počet vozů | Rok výroby            | Ev. čísla                                    | Poznámky                                                                 |
| ------------------------------- | ---------- | --------------------- | -------------------------------------------- | ------------------------------------------------------------------------ |
| Arriva City                     | 2          | 2015                  | 9472, 9473                                   |                                                                          |
| BusLine MHD                     | 7          | 2015–2017             | 91-94, 604, 623, 624                         | vůz 604 – původně předváděcí vůz                                         |
| Comett Plus (Tábor)             | 7          | 2016–2018             | 36, 37, 73–76, 79                            |                                                                          |
| ČAD Blansko                     | 1          | 2015                  |                                              |                                                                          |
| ČSAD Frýdek-Místek              | 7          | 2015-2021             | 620, 625-627, 631, 640-641, 717              | vůz 631 – původně předváděcí vůz                                         |
| ČSAD Havířov                    | 14         | 2015-2020             | 248, 251, 252, 257-260, 264,278-283          | vůz 248 – původně předváděcí vůz                                         |
| ČSAD Karviná                    | 13         | 2015–2020             | 428, 433, 435–445, 449                       |                                                                          |
| ČSAD MHD Kladno                 | 21         | 2014–2018             | 8731–8740, 8851–8857, 8869, 8870, 8878, 8879 | vozy 8853-8857 dvoudveřové provedení, 39+2 místa                         |
| ČSAD POLKOST                    | 1          | 2016                  | 1851                                         |                                                                          |
| ČSAD Střední Čechy              | 34         | 2018–2024             | 8046–8050, 8094–8102, 8131–8140, 8186–8195   | vozy 8186-8195 mají pohon na CNG                                         |
| ČSAD Tišnov                     | 1          | 2018                  |                                              | původně předváděcí vůz                                                   |
| TQM-Holding                     | 7          | 2015, 2017, 2018      |                                              | Od 12.6. 22 provoz ve Valašské Meziříčí                                  |
| DP Brno                         | 71         | 2014–2019             | 7045–7100, 7672–7686                         | vozy 7045–7100 – pohon CNG                                               |
| DP Hradec Králové               | 34         | 2018-2020, 2023       | 117-127, 173-195                             |                                                                          |
| DP Chomutov a Jirkov            | 4          | 2015                  | 258–260                                      |                                                                          |
| DP Jihlava                      | 9          | 2018                  | 226–234                                      | všechny na CNG                                                           |
| DP Karlovy Vary                 | 23         | 2015–2020 2023–2024   | 428–430, 432–436, 443-449, 455, 462–468      | vozy 434–435 a 443-449 mají pohon CNG, vůz 436 je původně předváděcí vůz |
| DP Liberec                      | 32         | 2015–2018             | 528–544, 707–721                             | vozy 528–544 mají pohon CNG                                              |
| DP Mladá Boleslav               | 32         | 2017–2021, 2023–2025  |                                              | všechny vozy na CNG                                                      |
| DP Opava                        | 8          | 2015                  | 169–176                                      |                                                                          |
| DP Pardubice                    | 31         | 2016–2023             | 100–120, 187–192, 222-225                    | vůz 222 – původně předváděcí vůz, vozy 222-225 – pohon CNG               |
| DP Ústí nad Labem               | 39         | 2015–2020             | 64–102                                       | všechny na CNG                                                           |
| DS Zlín–Otrokovice              | 17         | 2016–2023             | 677–693                                      |                                                                          |
| FTL - First Transport Lines     | 22         | 2018, 2021, 2023–2025 |                                              | všechny na CNG                                                           |
| Iveco Czech Republic            | 4          | 2017–2019             |                                              | vozy 5E9 6192 a 6E3 3675 mají pohon Hybrid, vůz 6E1 1684 má pohon CNG    |
| Kroměřížské technické služby    | 3          | 2017–2018             |                                              | 3. dodaný vůz – původně předváděcí, vše pohon CNG                        |
| Stenbus                         | 1          | 2015                  | 1776                                         |                                                                          |
| Technické služby Havlíčkův Brod | 3          | 2015–2018             | 13–15                                        | vůz 13 – původně předváděcí vůz                                          |

## Galerie

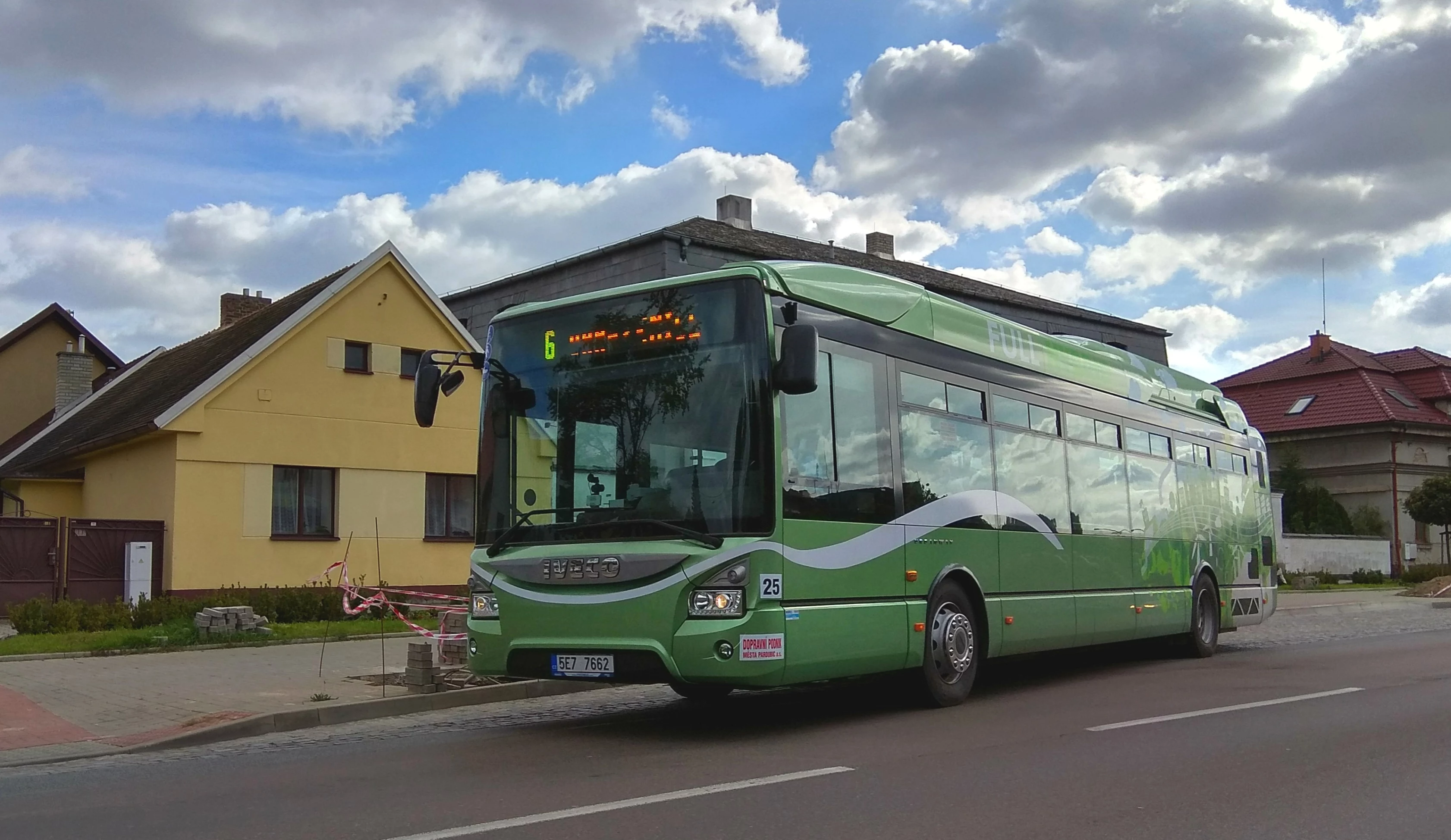
Iveco Urbanway 12M s hybridním pohonem v Pardubicích
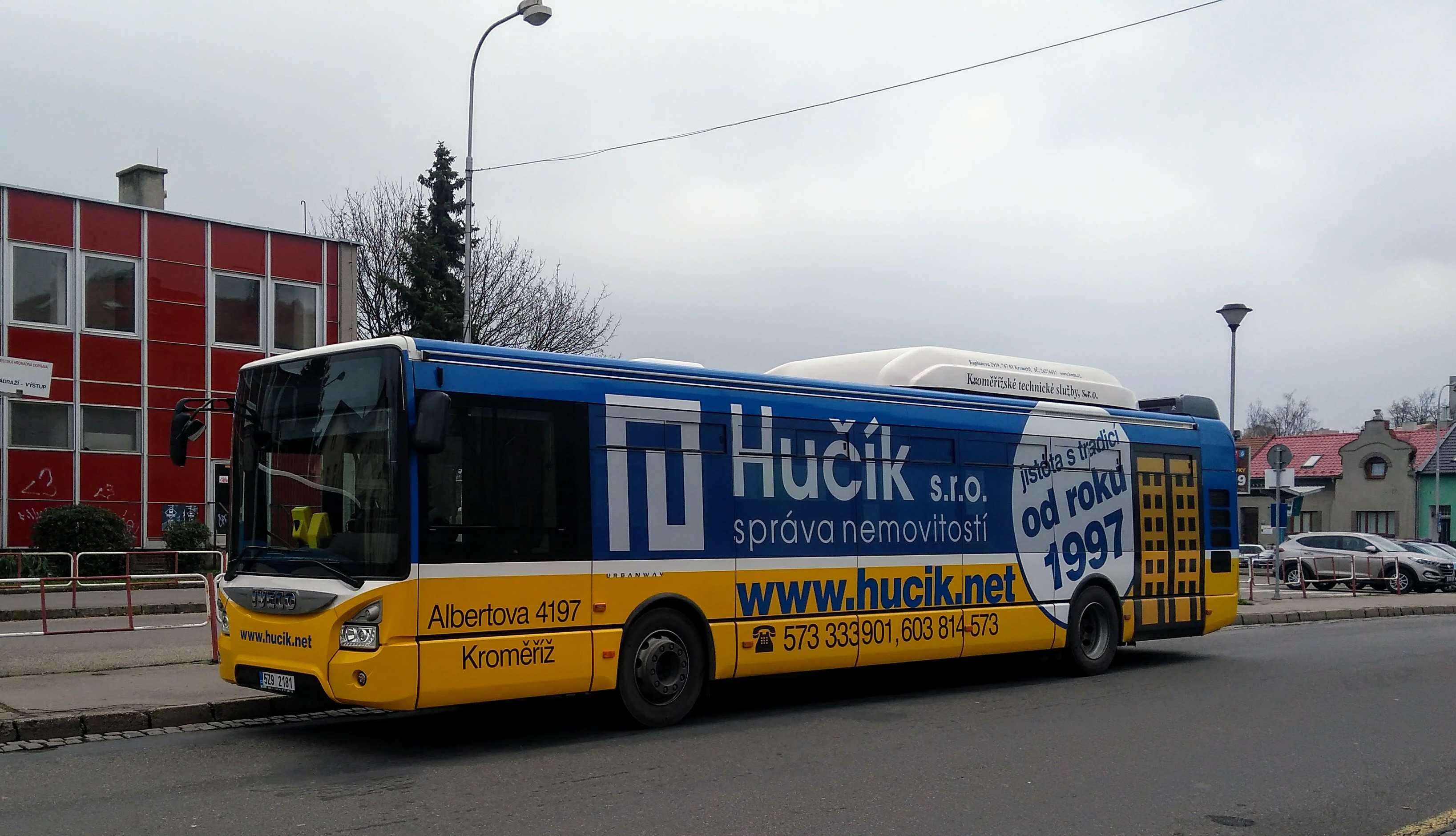
Iveco Urbanway 12M s pohonem CNG v Kroměříži
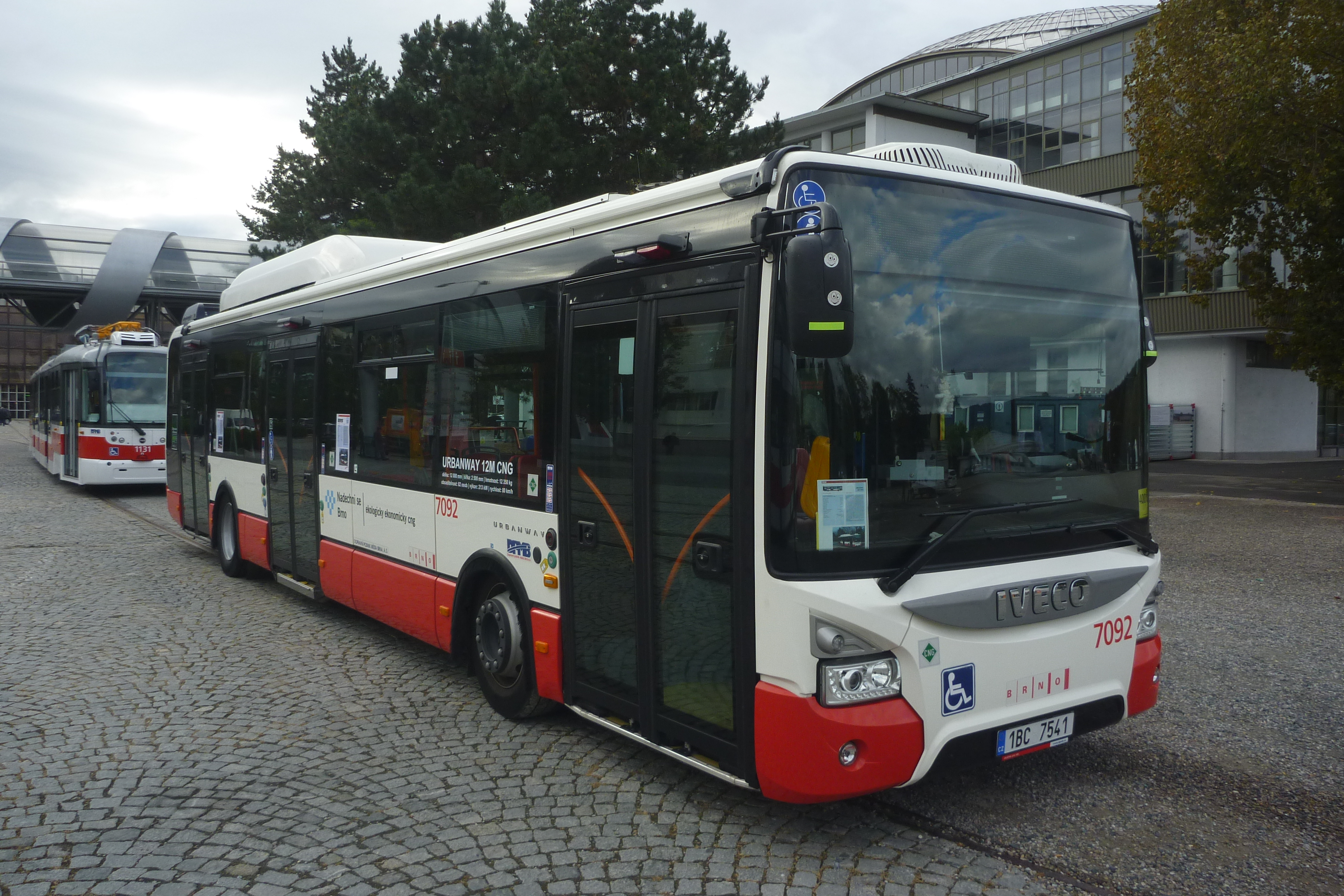
Iveco Urbanway 12M s pohonem CNG v Brně
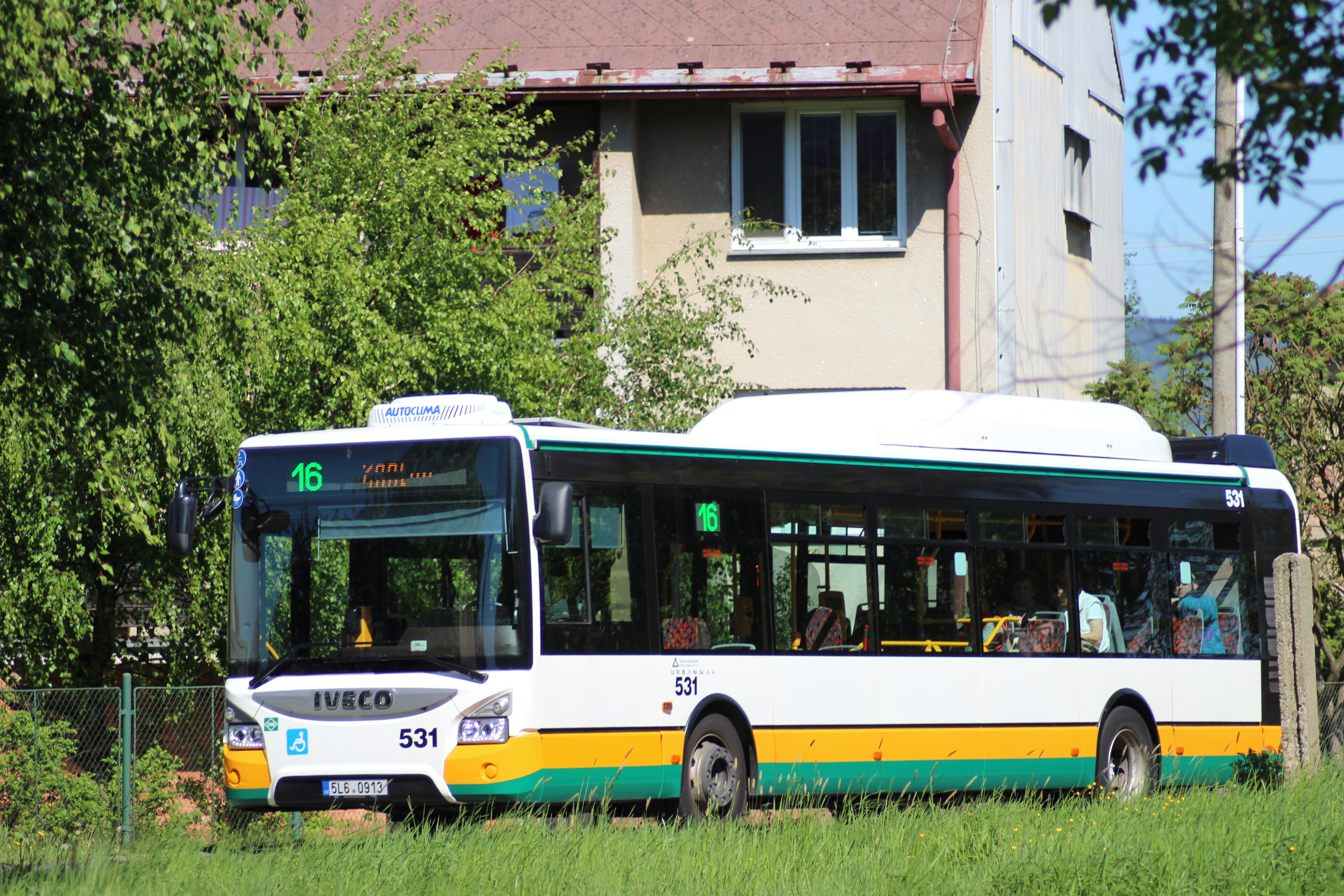
Iveco Urbanway 12M s pohonem CNG v Liberci
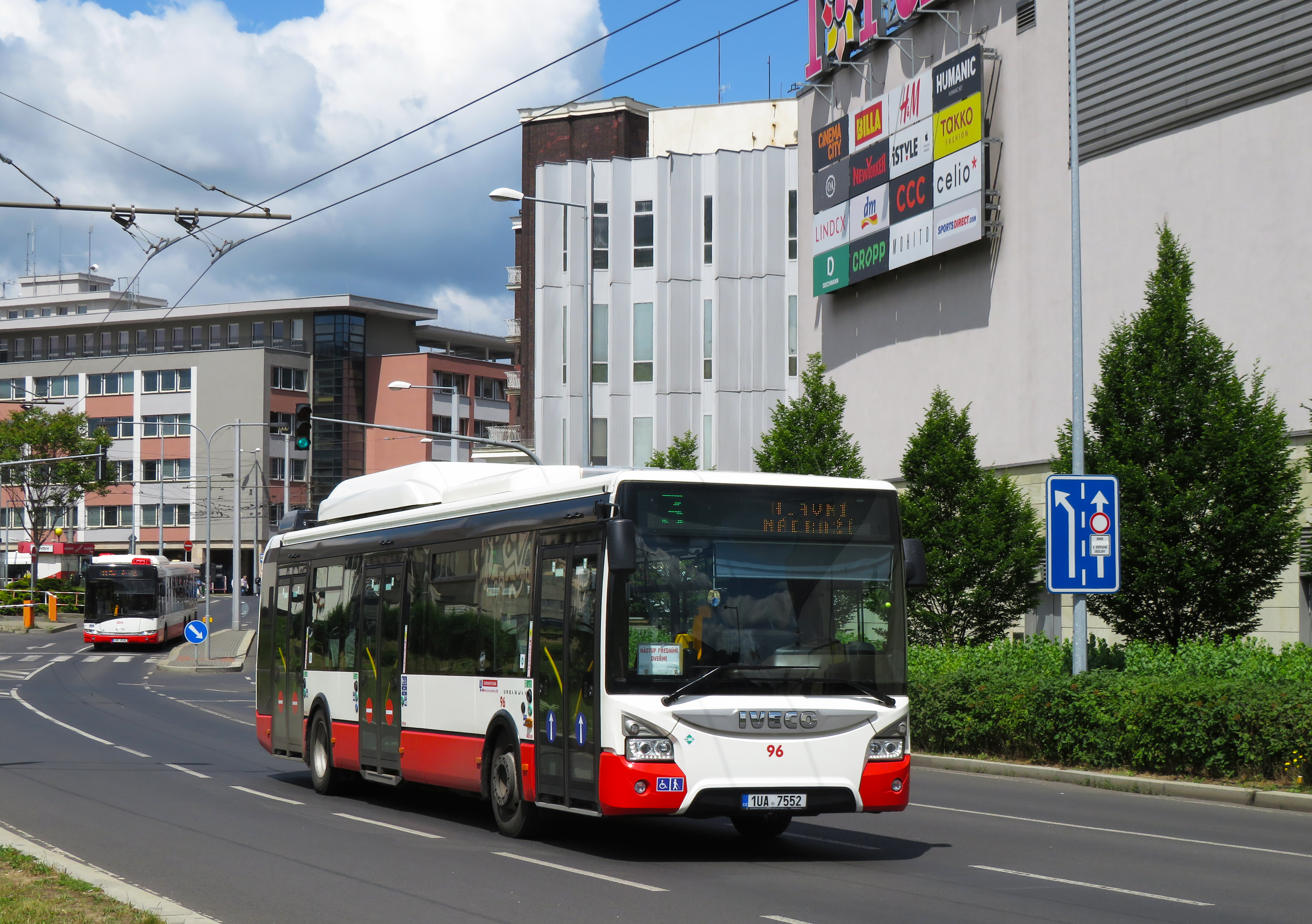
Iveco Urbanway 12M s pohonem CNG v Ústí nad Labem